# 法律360
《法律360》（英語：Law360）是一个总部位于美国纽约州纽约市的网站，是一项基于订阅（subscription-based）的法律新闻服务，由律商联讯（LexisNexis）的子公司波特弗裡奧传媒（Portfolio Media）运营。该网站由马里乌斯·梅兰 （Marius Meland）和马格努斯·霍格隆德（Magnus Hoglund）联合创办，域名Law360.com注册于2002年12月27日，2003年开始运行。
2003年，《法律360》母公司波特弗裡奧传媒开始出版关于知识产权法的每日在线新闻，2012年，《法律360》被LexisNexis收购。目前，该机构在美国多地设有新闻处（news bureaus）。